# Mina de HQ
Mina de HQ é um site brasileiro sobre quadrinhos criado pela jornalista Gabriela Borges com foco principalmente na divulgação de HQs de mulheres cisgênero, pessoas transexuais e não binárias.

## História
Após voltar ao Brasil em 2013 depois de uma temporada em Buenos Aires, onde desenvolveu uma pesquisa de Mestrado em Antropologia Social e Política sobre a representação da mulher e os discursos de gênero nos quadrinhos argentinos, a jornalista Gabriela Borges começou a ser convidada para vários eventos relacionados a quadrinhos e observou um movimento das artistas mulheres que buscavam lutar contra a falta de visibilidade feminina no mercado de quadrinhos.
Inspirada nesse movimento, Gabriela criou em 2015 o projeto Mina de HQ, que buscava divulgar mulheres quadrinistas com o objetivo de minimizar sua invisibilização pelo mainstream. Inicialmente, Gabriela começou a publicar dicas de quadrinhos nas redes sociais usando uma personagem criada pela artista Anna Mancini, a Manzanna, especialmente para o projeto. Pouco tempo depois, com o crescimento do projeto, passou a ter um site próprio, além de clube de leitura, newsletter, vídeos com dicas de leitura e entrevistas com quadrinistas.
O nome "Mina de HQ" faz um trocadilho com a gíria "mina" (que é um termo usado para empoderar mulheres) e a acepção mais tradicional da palavra "mina", como o local em que se encontra pedras preciosas e ouro.
Em 2021, os dados do Mina de HQ indicavam que 80% do público leitor do site é formado por mulheres. O orçamento do projeto é mantido por uma campanha de financiamento coletivo recorrente e por campanhas pontuais, vendas da loja virtual e da remuneração que Gabriela por participar de eventos, além de eventuais parcerias.

## Revista
Em dezembro de 2020, foi lançada a primeira edição da revista Mina de HQ, com o objetivo reunir jornalismo, pesquisa e também quadrinhos com o mesmo recorte de gênero do site. A publicação foi viabilizada através de financiamento coletivo pela plataforma Catarse e foi impressa em formato A4, colorida, com 56 páginas.
A primeira edição contou 20 história em quadrinhos inéditas e exclusivas, feitas por artistas como Aline Zouvi, Amanda Miranda, Carol Borges, Carol Ito, Cecilia Marins, Didi Mamushka, Dilemas da Ivana, Ellie Irineu, Gabriela Güllich, Germana Viana, Lovelove6, Manzanna, Marília Marz, Paloma Silva, Sirlanney e Verônica Berta. A capa foi feita por Bennê Oliveira.
A segunda edição foi lançada em 2021 com HQs de Bruna Maia, Carol Ito (também responsável pela capa), Cartumante, Helô Rodrigues, Luiza Lemos, Maíra Colares, Manu Cunhas, Mari Souza, Rebeca Prado e Rhebeca Morais, além da argentina Alejandra Lunik e da chilena Sol Díaz. Assim como na primeira edição, além dos quadrinhos também foram publicadas entrevistas, artigos e reportagens.

## Prêmios
Em 2021, a revista Mina de HQ ganhou o Troféu HQ Mix de homenagem especial. No ano seguinte, ganhou o Troféu Jayme Cortez, oferecido pelo Prêmio Angelo Agostini a pessoa ou instituição que tenha dado apoio ao quadrinho nacional.